# Roland Stratmann
Roland Stratmann (* 1964 in Südlohn) ist ein deutscher Künstler. Seine Arbeitsschwerpunkte liegen im Bereich
Installation, Zeichnung, Grafik und Fotografie.

## Leben

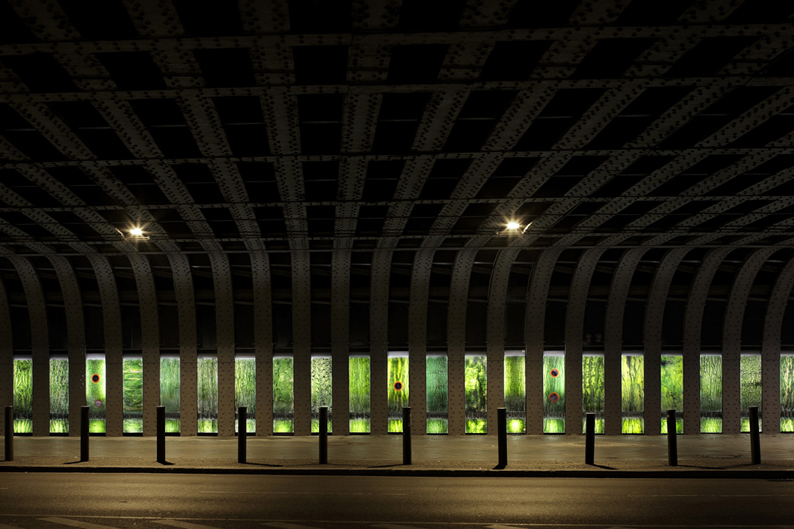
Neuköllner Tor, Lichtinstallation in der Unterführung S-Bahn Neukölln, Berlin

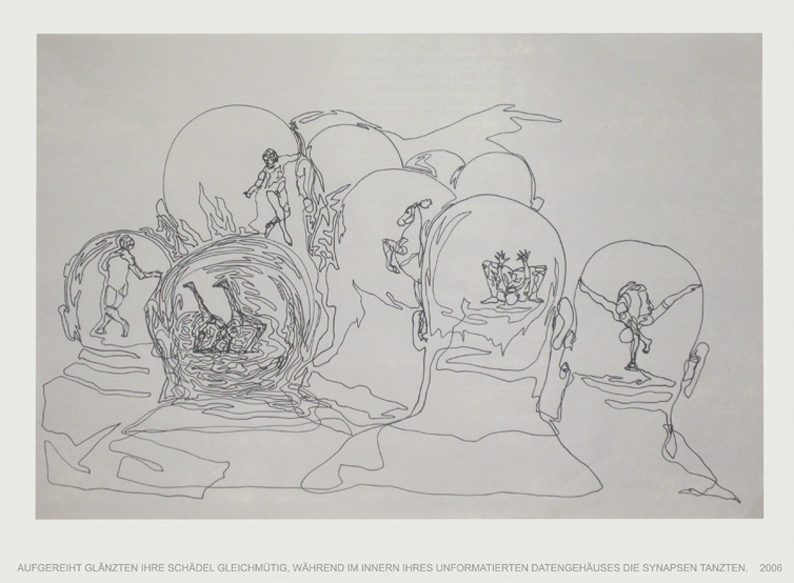
Endloszeichnung aus der Serie DESEO

1984–1990 studierte Stratmann an der Universität der Künste Berlin bei Martin Engelman, Edwins Strautmanis, Anna Oppermann und Shinkichi Tajiri. 1991 erhielt er das Stipendium Junge Kunst der Alten Hansestadt Lemgo. 2000 lebte er mit einem Stipendium der Berliner Senatsverwaltung für Wissenschaft, Forschung und Kultur in Istanbul. 2006 erhielt er den Kunstpreis des Haus am Kleistpark. Sein künstlerischer Entwurf für die Lichtinstallation „Neuköllner Tor“ am S- und U-Bahnhof Neukölln in Berlin wurde 2009 mit dem Nationalen Sonderpreis für integrierte Stadtentwicklung und Baukultur ausgezeichnet.  Roland Stratmann ist Mitglied des Deutschen Künstlerbundes. Er lebt in Berlin.
Roland Stratmann gestaltet seine dreidimensionalen Werke meist mit einfachen Materialien des Alltags. Für seine partizipativen Installationen bindet er Besucher und Rezipienten in den Entstehungsprozess der künstlerischen Arbeit mit ein. Gesamtform und Struktur des aus diesem Dialog resultierenden Kunstwerks werden dabei vom Künstler geplant und festgelegt, die Detailformen in einem gemeinsamen Prozess entwickelt. Ein weiterer Schwerpunkt seines künstlerischen Schaffens findet sich in seinem zeichnerischen Werk. Hier setzt er sich vor allem mit künstlerischen Fragestellungen zur Linie auseinander, ihrer konturierenden, ein- und ausgrenzenden und beschreibenden Funktion. Daraus resultieren beispielsweise so genannte „Endloszeichnungen“, die unter hoher Konzentration aus einer einzigen, ununterbrochenen Linie entstehen.